# Krakchemia
Krakchemia SA – spółka giełdowa z siedzibą w Krakowie, prowadząca handel hurtowy produktami chemicznymi, notowana od 2007 na Giełdzie Papierów Wartościowych w Warszawie.
Krakchemia jest jednostką zależną spółki Alma Market SA.

## Przedmiot działalności
Spółka zajmuje się głównie hurtowym obrotem artykułami chemicznymi, takimi jak: granulaty tworzyw sztucznych, folie polipropylenowe (bopp i cpp), odczynniki chemiczne, chemia budowlana, opakowania z tworzyw sztucznych i wykładziny dywanowe.

## Historia
W 1945 w Krakowie powstała Rejonowa Składnica Przemysłu Chemicznego, w 1955 przekształcona w Wojewódzką Hurtownię Przemysłu Chemicznego w Krakowie. W 1991 została zarejestrowana jako Firma Handlowa „KrakChemia SA”. z której struktur wydzielono w roku 2000 spółkę z ograniczoną odpowiedzialnością KrakChemia-Hurt.
W 2004 spółka macierzysta, KrakChemia SA, zmieniła nazwę na Alma Market SA. W tym samym roku spółka KrakChemia-Hurt Sp. z o.o. została przekształcona w spółkę akcyjną, a następnie zmieniła nazwę na Krakchemia SA.
8 października 2007 miało miejsce pierwsze notowanie akcji spółki na Giełdzie Papierów Wartościowych w Warszawie.
16 kwietnia 2013 została powołana nowa Rada Nadzorcza spółki, której przewodniczącym został Jerzy Mazgaj, wiceprzewodniczącą jego żona Barbara Mazgaj, a sekretarzami Marian Janicki i ksiądz Kazimierz Sowa.

## Akcjonariat i władze
Podmiotem dominującym wobec Krakchemii SA jest spółka Alma Market, posiadająca 50% udziałów. Kolejni najwięksi akcjonariusze to: Sławomir Piecka (15% akcji) i Powszechne Towarzystwo Emerytalne PZU SA (9,5%). Prezes Andrzej Zdebski posiada 0,11% udziałów spółki.

## Informacje giełdowe
- kapitalizacja: 37 100 000
- liczba akcji: 10 000 000
- kapitał akcyjny: 10 000 000,00
- cena nominalna akcji: 1,00 zł